# World Solar Challenge 2013
De World Solar Challenge 2013 was de twaalfde editie van de World Solar Challenge (WSC), een race voor zonnewagens die tweejaarlijks in Australië wordt gehouden. De World Solar Challenge 2013 startte op 6 oktober in Darwin in het Noordelijk Territorium en finishte op 13 oktober in Adelaide in Zuid-Australië. De tocht, van 2998 kilometer lang, gaat grotendeels over de Stuart Highway door de Simpsonwoestijn. De World Solar Challenge 2013 is gewonnen door Nuna 7.

## Raceklassen
De World Solar Challenge 2013 bestond uit vier wedstrijdklassen: de Challengerklasse, de Cruiserklasse, de Adventureklasse en de Evolutionklasse. Alleen in de Challengerklasse, Cruiserklasse en Adventureklasse werd met zonnewagens gereden. In de Adventureklasse reden onder andere zonnewagens die niet aan de eisen voor de Challenger- of Cruiserklasse voldeden. In de Evolutionklasse reden auto's die significant milieuvriendelijker waren.
Ook tussen de Challenger- en de Cruiserklasse bestonden grote verschillen.
| Challenger                              | Cruiser                | Cruiser                       |
| Beoordeling                             | Beoordeling            | Beoordeling                   |
| --------------------------------------- | ---------------------- | ----------------------------- |
| Snelste wagen tussen Darwin en Adelaide | Extern energieverbruik | Extern energieverbruik        |
|                                         | Functionaliteit        |                               |
|                                         | Gewicht                |                               |
|                                         | Snelheid               |                               |
| Verschillen                             |                        |                               |
| Onderdeel                               | Challenger             | Cruiser                       |
| Bestuurders                             | Één                    | Twee of meer                  |
| Etappes                                 | Eén doorlopende race   | Zes etappes (zie routeschema) |

## Deelnemers
Aan de World Solar Challenge namen 40 teams uit 23 verschillende landen deel. Van de 46 teams die zich aangemeld hadden, trokken zich er 6 terug. In de tabel zijn alleen de deelnemende teams vermeld.
| Deelnemer                                          | Auto                     | Universiteit                                 | Land             | Klasse     |
| -------------------------------------------------- | ------------------------ | -------------------------------------------- | ---------------- | ---------- |
| Nuon Solar Team                                    | Nuna 7                   | TU Delft                                     | Nederland        | Challenger |
| Solar Team Twente                                  | The Red Engine           | Universiteit Twente                          | Nederland        | Challenger |
| Solar Team Eindhoven                               | Stella                   | TU Eindhoven                                 | Nederland        | Cruiser    |
| Punch powertrain Solar Team                        | Indupol One              | KU Leuven                                    | België           | Challenger |
| University of Michigan Solar Car Team              | Generation               | Universiteit van Michigan                    | Verenigde Staten | Challenger |
| Aurora Solar Car                                   | Solaris                  | Non-profit                                   | Australië        | Cruiser    |
| Aurora Vehicle Association                         | Aurora Evolution         | Non-profit                                   | Australië        | Adventure  |
| UNSW Sunshift                                      | Sunshift eVe             | Universiteit van New South Wales             | Australië        | Cruiser    |
| TAFE SA Solar Spirit                               | Solar Spirit 3           | TAFE Zuid-Australië                          | Australië        | Cruiser    |
| Onda Solare                                        | Emilia III               | Universiteit van Bologna                     | Italië           | Challenger |
| Solar Energy Racers                                | NNB                      | ZHAW Winterthur                              | Zwitserland      | Challenger |
| UWS Solar Car                                      | SolAce                   | Universiteit van Westelijk Sydney            | Australië        | Challenger |
| Team Arrow                                         | Arrow 1                  | Technische Universiteit Queensland           | Australië        | Challenger |
| JU Solar Car                                       | Natural Magic Energy     | Universiteit van Jönköping                   | Zweden           | Challenger |
| University of Calgary Solar Team                   | Schulich Delta           | Universiteit van Calgary                     | Canada           | Cruiser    |
| Blue Sky Solar Racing                              | NNB                      | Universiteit van Toronto                     | Canada           | Challenger |
| Ecole de Technology Superieure                     | Eclipse 8                | Ecole de Technology Superieure               | Canada           | Challenger |
| ITS Solar Racing                                   | Sapuangin Surya          | ITS                                          | Indonesië        | Challenger |
| Tokai University                                   | NNB                      | Tokai-universiteit                           | Japan            | Challenger |
| Hachinohe Institute of Technology                  | Hi-Tech                  | Hachinohe Institute of Technology            | Japan            | Adventure  |
| Stanford Solar Car Project                         | Luminos                  | Stanford-universiteit                        | Verenigde Staten | Challenger |
| University Of Minnesota                            | Deadalus                 | Universiteit Minnesota                       | Verenigde Staten | Cruiser    |
| Mississippi Choctaw High School                    | Tushka Hashi             | Choctaw High School                          | Verenigde Staten | Adventure  |
| Kanazawa Institute of Technology Solar Car Project | NNB                      | Kanazawa Institute of Technology             | Japan            | Challenger |
| Kogakuin University Solar Vehicle Project          | NNB                      | Universiteit van Kogakuin                    | Japan            | Challenger |
| KAIT Solar Car Project                             | NNB                      | KAIT                                         | Japan            | Adventure  |
| ITU Solar Car Team                                 | Ariba VI                 | Technische Universiteit Istanboel            | Turkije          | Challenger |
| EAFIT -EPM Solar Car Team                          | Primavera                | Universiteit EAFIT                           | Colombia         | Challenger |
| Kookmin University Solar Car Team                  | Dokdo                    | Universiteit Kookmin                         | Zuid-Korea       | Challenger |
| Sun Shuttle                                        | Sun Shuttle              | Technische Universiteit Beijing              | China            | Challenger |
| SunSPEC                                            | Sun Sunspec 3            | Technische Universiteit Singapore            | Singapore        | Challenger |
| UMPSolar                                           | Kilau 2                  | Universiteit Pahang                          | Maleisië         | Challenger |
| Apollo Solar Car Team                              | Apollo Solar Cruiser Car | Universiteit Kaohsiung                       | Taiwan           | Cruiser    |
| Goko High School                                   | Kaiton II                | Goko High School                             | Japan            | Cruiser    |
| Hochschule Bochum SolarCar Team                    | Power Core Suncruiser    | Universiteit Bochum                          | Duitsland        | Cruiser    |
| University of Waikato/HybridAuto                   | Ultracommuter            | Universiteit Waikato                         | Nieuw-Zeeland    | Cruiser    |
| Antakari                                           | Intikallpa 2             | Universiteit La Serenay Minera Les Pelambres | Chili            | Adventure  |
| Sikat Solaris Phillipine                           | Sikat 2                  |                                              | Filipijnen       | Adventure  |
| IVE Solar Car Team                                 | Sophie 4                 | Hong Kong Institute of Vocational Education  | Hongkong         | Adventure  |

## Routeschema

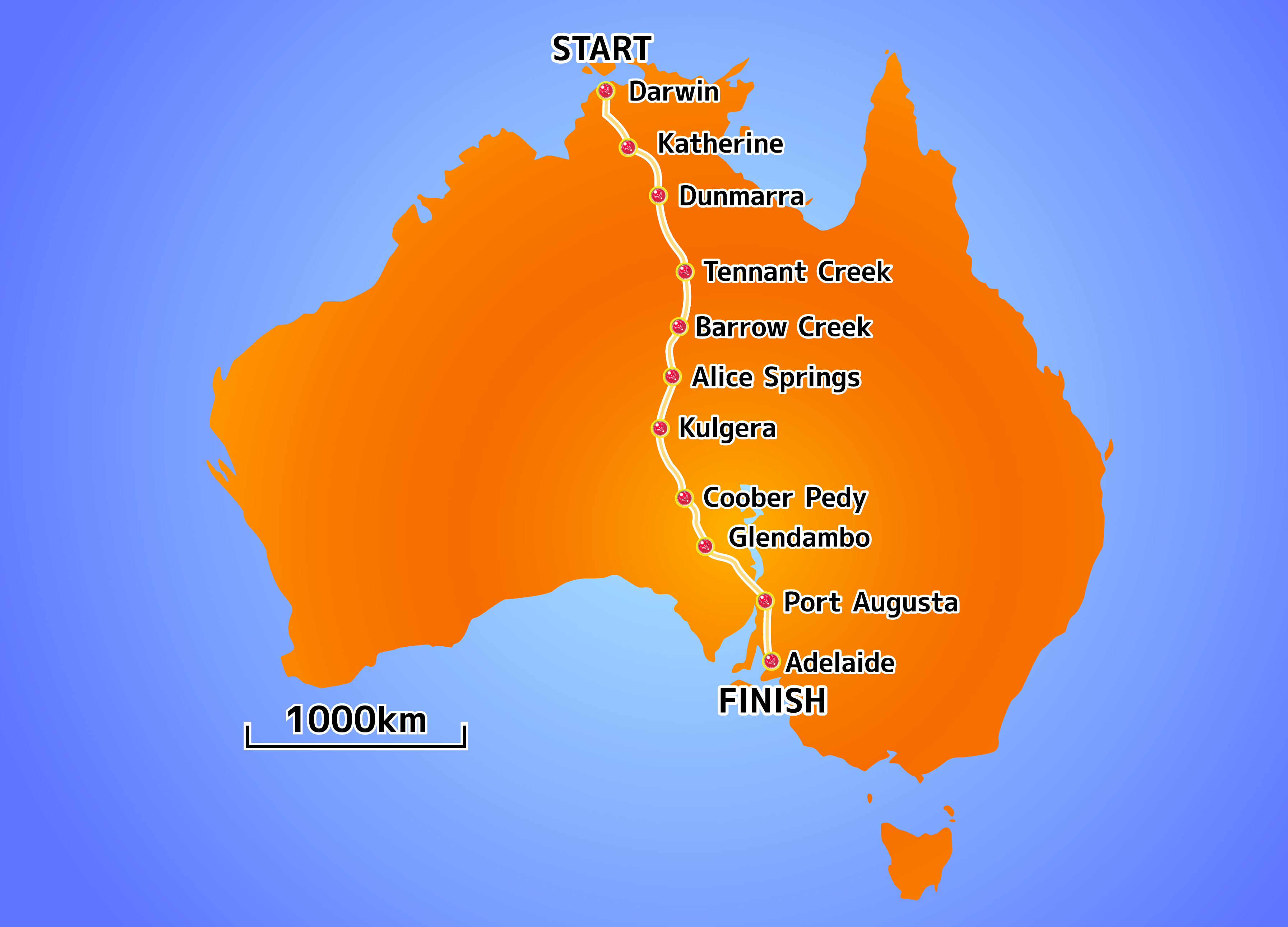
De route van de World Solar Challenge

Op 1 januari 2013 stelde de World Solar Challenge het volgende routeschema voor. De route loopt over de volledige Stuart Highway, van Darwin tot Port Augusta. Vanaf Port Augusta tot Adelaide volgt de route de Princes Highway. De route is 3000 kilometer lang.
- Darwin: 08:30 op dag 1;[8]
- Geen vaste overnachting, doorrijden richting Tennant Creek;[8]
- Tennant Creek: 08:00 op dag 3;[8]
- Alice Springs: 07:00 on dag 4;[8]
- Coober Pedy: 08:00 on dag 5;[8]
- Geen vaste overnachting, doorrijden richting finish in Adelaide.[8]

## Gecombineerde tussenresultaten alle klassen

### Dag 1
zondag 6 oktober
| Plaats | Wagen                     | Teamnummer | Team                                      | Land             | Afgelegde afstand (km) | Aankomsttijd (midden Australië tijd) |
| ------ | ------------------------- | ---------- | ----------------------------------------- | ---------------- | ---------------------- | ------------------------------------ |
| 1      | Nuna 7                    | 3          | Nuon solar team                           | Nederland        | 633 Dunmarra           | 16:22                                |
| 2      | The RED engine            | 21         | Solar Team Twente                         | Nederland        | 633                    | 16:48                                |
| 3      | Tokai Challenger          | 1          | Tokai University                          | Japan            | 633                    | 16:49                                |
| 4      | Luminos                   | 16         | Stanford Solar Car project                | Verenigde Staten | 321 Katherine          | 12:50                                |
| 5      | Generation                | 2          | University of Michigan Solar Car Team     | Canada           | 321                    | 12:53                                |
| 6      | Stella (**)               | 40         | Solar Team Eindhoven                      | Nederland        | 321                    | 12:54                                |
| 7      | Arrow1                    | 30         | Team Arrow                                | Australië        | 321                    | 12:57                                |
| 8      | SER-2                     | 15         | Solar Energy Racers                       | Zwitserland      | 321                    | 12:58                                |
| 9      | Practice                  | 88         | KoGakuin University Solar Vehicle Project | Japan            | 321                    | 13:04                                |
| 9      | PowerCore SunCruiser (**) | 11         | Hochschule Bochum SolarCar Team           | Duitsland        | 321                    | 13:07                                |

### Dag 2
maandag 7 oktober
| Plaats | Wagen            | Teamnummer | Team                                  | Land             | Afgelegde afstand (km) | Aankomsttijd (midden Australië tijd) |
| ------ | ---------------- | ---------- | ------------------------------------- | ---------------- | ---------------------- | ------------------------------------ |
| 1      | Nuna 7           | 3          | Nuon solar team                       | Nederland        | 1302 Ti Tree           | 15:57                                |
| 2      | Tokai Challenger | 1          | Tokai University                      | Japan            | 1302                   | 16:03                                |
| 3      | The RED engine   | 21         | Solar Team Twente                     | Nederland        | 1302                   | 16:47                                |
| 4      | Luminos          | 16         | Stanford Solar Car project            | Verenigde Staten | 988 Tennant Creek      | 13:01                                |
| 5      | Generation       | 2          | University of Michigan Solar Car Team | Canada           | 988                    | 13:06                                |
| 6      | Adventure 6 (*)  | 87         | Aurora Evolution                      | Australië        | 988                    | 13:23                                |
| 7      | Indupol One      | 8          | Punch Powertrain Solar Team           | België           | 988                    | 14:06                                |
| 8      | Arrow1           | 30         | Team Arrow                            | Australië        | 988                    | 14:15                                |
| 9      | SER-2            | 15         | Solar Energy Racers                   | Zwitserland      | 988                    | 14:45                                |
| 10     | Intikallpa 2 (*) | 4          | Atakari                               | Chili            | 988                    | 15:45                                |

### Dag 3
dinsdag 8 oktober
| Plaats | Wagen            | Teamnummer | Team                                  | Land             | Afgelegde afstand (km) | Aankomsttijd (midden Australië tijd) |
| ------ | ---------------- | ---------- | ------------------------------------- | ---------------- | ---------------------- | ------------------------------------ |
| 1      | Nuna 7           | 3          | Nuon solar team                       | Nederland        | 1766 Kulgera           | 12:53                                |
| 2      | Tokai Challenger | 1          | Tokai University                      | Japan            | 1766                   | 13:13                                |
| 3      | The RED engine   | 21         | Solar Team Twente                     | Nederland        | 1766                   | 14:21                                |
| 4      | Luminos          | 16         | Stanford Solar Car project            | Verenigde Staten | 1766                   | 15:06                                |
| 5      | Indupol One      | 8          | Punch Powertrain Solar Team           | België           | 1766                   | 16:17                                |
| 6      | Generation       | 2          | University of Michigan Solar Car Team | Canada           | 1766                   | 16:32                                |
| 7      | SER-2            | 15         | Solar Energy Racers                   | Zwitserland      | 1493 Alice Springs     | 13:19                                |
| 8      | Arrow1           | 30         | Team Arrow                            | Australië        | 1493                   | 13:23                                |
| 9      | B-7              | 77         | Blue Sky Solar Racing                 | Canada           | 1493                   | 14:53                                |
| 10     | Emilia 3         | 9          | Onda Solare                           | Italië           | 1493                   | 16:23                                |

### Dag 4
woensdag 9 oktober
| Plaats | Wagen            | Teamnummer | Team                                  | Land             | Afgelegde afstand (km) | Aankomsttijd (midden Australië tijd) |
| ------ | ---------------- | ---------- | ------------------------------------- | ---------------- | ---------------------- | ------------------------------------ |
| 1      | Nuna 7           | 3          | Nuon solar team                       | Nederland        | 2719 Port Augusta      | 15:05                                |
| 2      | Tokai Challenger | 1          | Tokai University                      | Japan            | 2719                   | 15:37                                |
| 3      | The RED engine   | 21         | Solar Team Twente                     | Nederland        | 2432 Glendambo         | 14:21                                |
| 4      | Luminos          | 16         | Stanford Solar Car project            | Verenigde Staten | 2432                   | 14:38                                |
| 5      | Indupol One      | 8          | Punch Powertrain Solar Team           | België           | 2432                   | 16:02                                |
| 6      | SER-2            | 15         | Solar Energy Racers                   | Zwitserland      | 2432                   | gesleept                             |
| 7      | Arrow1           | 30         | Team Arrow                            | Australië        | 2171 Coober Pedy       | 15:14                                |
| 8      | B-7              | 77         | Blue Sky Solar Racing                 | Canada           | 2171                   | 16:01                                |
| 9      | Generation       | 2          | University of Michigan Solar Car Team | Canada           | 1766 Kulgara           | gesleept                             |
| 10     | Emilia 3         | 9          | Onda Solare                           | Italië           | 1766                   | 11:45                                |

### Dag 5
donderdag 10 oktober
| Plaats | Wagen            | Teamnummer | Team                                  | Land             | Afgelegde afstand (km) | Aankomsttijd (midden Australië tijd) |
| ------ | ---------------- | ---------- | ------------------------------------- | ---------------- | ---------------------- | ------------------------------------ |
| 1      | Nuna 7           | 3          | Nuon solar team                       | Nederland        | 3020 finish            | 10:03                                |
| 2      | Tokai Challenger | 1          | Tokai University                      | Japan            | 3020                   | 13:22                                |
| 3      | The RED engine   | 21         | Solar Team Twente                     | Nederland        | 3020                   | 14:38                                |
| 4      | Luminos          | 16         | Stanford Solar Car project            | Verenigde Staten | 3020                   | 16:31                                |
| 5      | Indupol One      | 8          | Punch Powertrain Solar Team           | België           | 2719 Port Augusta      | 12:09                                |
| 6      | SER-2            | 15         | Solar Energy Racers                   | Zwitserland      | 2719                   | 12:43                                |
| 7      | Arrow1           | 30         | Team Arrow                            | Australië        | 2432 Glendabo          | 10:38                                |
| 8      | B-7              | 77         | Blue Sky Solar Racing                 | Canada           | 2432                   | 12:40                                |
| 9      | Generation       | 2          | University of Michigan Solar Car Team | Canada           | 2432                   | 13:28                                |
| 10     | Emilia 3         | 9          | Onda Solare                           | Italië           | 2432                   | 14:45                                |

### Dag 6
vrijdag 11 oktober
| Plaats | Wagen       | Teamnummer | Team                                  | Land        | Afgelegde afstand (km) | Aankomsttijd (midden Australië tijd) |
| ------ | ----------- | ---------- | ------------------------------------- | ----------- | ---------------------- | ------------------------------------ |
| 5      | SER-2       | 15         | Solar Energy Racers                   | Zwitserland | 3020 finish            | 8:13                                 |
| 6      | Indupol One | 8          | Punch Powertrain Solar Team           | België      | 3020                   | 8:28                                 |
| 7      | Arrow1      | 30         | Team Arrow                            | Australië   | 3020                   | 11:38                                |
| 8      | B-7         | 77         | Blue Sky Solar Racing                 | Canada      | 3020                   | 13:38                                |
| 9      | Generation  | 2          | University of Michigan Solar Car Team | Canada      | 3020                   | 13:55                                |
| 10     | Emilia 3    | 9          | Onda Solare                           | Italië      | 3020                   | 16:25                                |

Lokale tijd = GMT + 9½ uur. 

(*) Adventure Class 

(**) Cruiser class

## Eindresultaat Challenger class
| Plaats | Wagen                         | Team                                  | Land        | Zonnetijd (uren:minuten) | Gemiddelde snelheid (km/uur) | afgelegde zonne-afstand (km) |
| ------ | ----------------------------- | ------------------------------------- | ----------- | ------------------------ | ---------------------------- | ---------------------------- |
| 1      | Nuna 7                        | Nuon Solar Team                       | Nederland   | 33:03                    | 90,71                        | 2998                         |
| 2      | Tokai Challenger (2013 model) | Tokai University                      | Japan       | 36:22                    | 82,43                        | 2998                         |
| 3      | The Red Engine                | Solar Team Twente                     | Nederland   | 37:38                    | 79,67                        | 2998                         |
| 4      | Luminos                       | Standford Solar Car Project           | USA         | 39:31                    | 75,86                        | 2998                         |
| 5      | SER-2                         | Solar Energy Racers                   | Zwitserland | 40:13                    | 74,54                        | 2998                         |
| 6      | Indupol One                   | Punch Powertrain Solar Car Team       | België      | 40:28                    | 74,08                        | 2998                         |
| 7      | Arrow 1                       | Team Arrow                            | Australië   | 43:38                    | 68,71                        | 2998                         |
| 8      | B-7                           | Blue Sky Solar Racing                 | Canada      | 45:38                    | 65,71                        | 2998                         |
| 9      | Generation                    | University of Michigan Solar Car Team | USA         | 45:55                    | 65,29                        | 2998                         |
| 10     | Emilia III                    | Onda Solare                           | Italië      | 48:25                    | 61,92                        | 2998                         |

## Eindresultaat Cruiser class
| Plaats | Wagen                | Team                                          | Land      | Zonnetijd (uren:minuten) | afgelegde zonne-afstand (km) | Persoon-afstand (km) | Externe energy gebruikt (kWh) | Score Praktisch | Totaal score |
| ------ | -------------------- | --------------------------------------------- | --------- | ------------------------ | ---------------------------- | -------------------- | ----------------------------- | --------------- | ------------ |
| 1      | Stella               | Solar Team Eindhoven                          | Nederland | 40:14                    | 3022                         | 9093                 | 64.0                          | 88,3%           | 97,5%        |
| 2      | Powercore Suncruiser | Hochschule Bochum SolarCar Team               | Duitsland | 41:38                    | 3022                         | 6484                 | 63,5                          | 87,0%           | 93,9%        |
| 3      | Eve                  | UNSW Solar Racing Team - SUNSWIFT             | Australië | 38:35                    | 3022                         | 3022                 | 64,0                          | 70,7%           | 92,3%        |
| 4      | Daedalus             | University of Minnesota Solar Vehicle Project | USA       | 51:41                    | 3022                         | 5454                 | 64,0                          | 69,3%           | 79,2%        |

1987 ·
1990 ·
1993 ·
1996 ·
1999 ·
2001 ·
2003 ·
2005 ·
2007 · 
2009 ·
2011 ·
2013 ·
2015 ·
2017 ·
2019  ·
2023